# Paul Hodkinson (Soziologe)
Paul Hodkinson ist ein britischer Soziologe und Hochschullehrer.

## Leben
Hodkinson erwarb einen Ph.D. von der University of Birmingham. Danach war er Senior Lecturer für Medienwissenschaft an der University of Northampton. Er ist seit 2003 an der University of Surrey tätig, wo er derzeit stellvertretender Leiter und Studiendirektor am Department of Sociology ist. Seine Forschungsschwerpunkte sind Jugendkultur/Subkultur und Medien/Kommunikation.
Er veröffentlichte mehrere Bücher, Beiträge in Sammelbänden und Fachaufsätze u. a. Journal of Youth Studies, Sociology, Journal of Sociology, New Media and Society und British Journal of Sociology. Er ist Herausgeber des Newsletters und gehört dem Executive Committee für Großbritannien der International Association for the Study of Popular Music an.

## Schriften (Auswahl)
- Goth. Identity, Style and Subculture. Berg Publishers, London 2002, ISBN 1-85973-605-X.
- (Hrsg. mit Wolfgang Deicke): Youth Cultures. Scenes, Subcultures and Tribes (= Routledge Advances in Sociology). Routledge, London 2009, ISBN 978-0-415-37612-9.
- Media, Culture and Society. An Introduction. Sage Publications, London 2011, ISBN 978-0-415-55246-2.
- (Hrsg. mit Andy Bennett): Ageing and Youth Cultures. Music, Style and Identity. Berg Publishers, Oxford 2012, ISBN 978-1-84788-835-8.